# Abudefduf sexfasciatus
Abudefduf sexfasciatus là một loài cá biển thuộc chi Abudefduf trong họ Cá thia. Loài này được mô tả lần đầu tiên vào năm 1801.

## Từ nguyên
Từ định danh sexfasciatus được ghép bởi hai âm tiết trong tiếng Latinh: sex ("sáu") và fasciatus ("có dải sọc"), hàm ý đề cập đến số lượng các dải sọc đen trên thân của loài cá này (thực ra chỉ có năm dải).

## Phạm vi phân bố và môi trường sống
Từ Biển Đỏ dọc theo bờ biển Đông Phi, phạm vi của A. sexfasciatus trải dài đến miền nam Ấn Độ và các đảo quốc trên Ấn Độ Dương, băng qua phần lớn vùng biển các nước Đông Nam Á về phía đông đến các đảo quốc thuộc châu Đại Dương (xa đến Tuamotu, trừ quần đảo Hawaii); giới hạn phía bắc đến Hàn Quốc và miền nam Nhật Bản; phía nam được ghi nhận dọc theo hai bờ tây-đông Úc và đảo Rapa Iti.
Loài này sống gần các rạn san hô viền bờ và bãi đá ngầm ngoài khơi, thường là nơi có nhiều san hô mềm hoặc thủy tức, độ sâu đến ít nhất là 20 m.
Thông qua kênh đào Suez, A. sexfasciatus đã du nhập vào Địa Trung Hải và mở rộng phạm vi về phía bắc, khi một cá thể của loài này được phát hiện qua một đoạn video quay ở ngoài khơi Sounion, Hy Lạp vào năm 2017.

## Mô tả
A. sexfasciatus có chiều dài cơ thể lớn nhất được ghi nhận là 19 cm. Cơ thể của chúng có màu xám ánh bạc với các dải sọc đen xen kẽ. Vây đuôi xẻ thùy, thùy đuôi nhọn và có dải đen. A. sexfasciatus đực thời kỳ sinh sản xuất hiện các vệt màu vàng trên cơ thể.
Số gai ở vây lưng: 13; Số tia vây ở vây lưng: 11–14; Số gai ở vây hậu môn: 2; Số tia vây ở vây hậu môn: 11–13; Số tia vây ở vây ngực: 17–20; Số lược mang: 23–30.

## Phân loại học
Qua kết quả phân tích di truyền, người ta nhận thấy A. sexfasciatus được chia làm 3 dòng sinh sống ở 3 khu vực: Ấn Độ Dương, vùng Tam giác San Hô và phần còn lại của Tây Thái Bình Dương.

## Sinh thái học

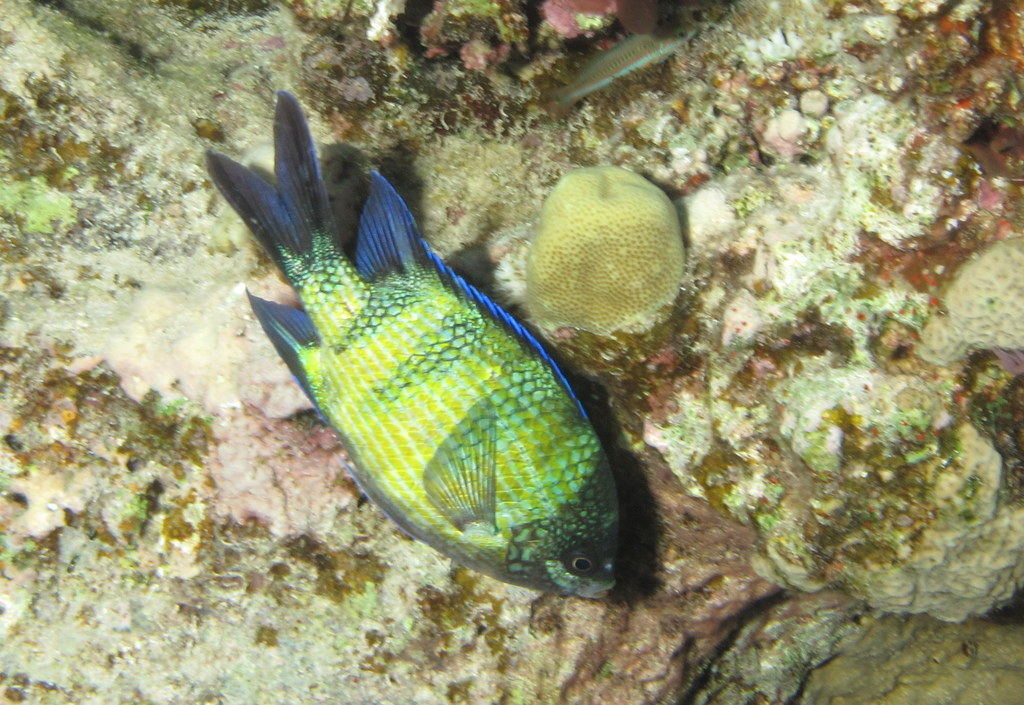
Kiểu hình cá đực mùa sinh sản

A. sexfasciatus thường kiếm ăn theo đàn ở tầng nước giữa. Thức ăn của chúng bao gồm những loài động vật phù du và tảo.

### Cá đực ăn trứng
Tính lãnh thổ của cá đực được thể hiện khi chúng bước vào thời kỳ sinh sản. Vào lúc này, cá đực sẽ chọn một nơi để làm tổ và thực hiện các màn tán tỉnh để "mời gọi" cá cái vào đẻ trứng, gọi là giai đoạn ghép đôi. Cá cái sau khi đẻ trứng sẽ nhanh chóng rời khỏi lãnh thổ của cá đực. Khi đã thu được một số lượng trứng thích hợp trong tổ, cá đực sẽ chuyển sang giai đoạn làm cha với nhiệm là vụ chăm sóc và bảo vệ trứng.
Thức ăn của nhiều loài cá mó cũng bao gồm trứng của những loài cá khác. Chúng có thể hoàn toàn đột nhập được vào tổ của cá thia đực và ăn một lượng lớn số trứng, mặc cho cá thia vẫn ra sức đuổi chúng đi. Tuy nhiên, có những tổ mà số lượng trứng sớm biến mất nhưng lại không thấy có dấu răng của cá mó, là do chính cá bố ăn chúng. A. sexfasciatus đực ăn một phần số trứng, nhưng cũng có thể ăn toàn bộ số trứng trong tổ nếu như trứng có kích thước nhỏ hơn mức trung bình hoặc ít có khả năng phát triển. Cá đực đánh đổi số trứng kém chất lượng này sẽ phải nỗ lực nhiều hơn để thu hút những con cá cái và sẽ thu được số trứng lớn hơn ban đầu.
Bất kỳ yếu tố nào ảnh hưởng đến việc chăm sóc của cá bố cũng sẽ làm gia tăng tỉ lệ ăn trứng trong tổ. Một thí nghiệm cho thấy, khi A. sexfasciatus đực được bổ sung một lượng thức ăn (trứng của cá khác và thịt cua) làm giảm đáng kể hành vi ăn trứng của chúng. Điều này cho thấy, hành vi ăn thịt con đẻ nhằm đảm bảo khả năng chăm sóc của cá bố đối với những con non còn lại trong tổ.
So với khoảng thời gian đầu giai đoạn làm cha, cá đực được quan sát ít có khả năng ăn trứng trong tổ khi trứng bị loại bỏ ở khoảng thời gian sau. Những cá thể bị loại bỏ trứng ở ngày đầu tiên của giai đoạn làm cha có xu hướng tiếp tục tán tỉnh cá cái.

### Sự chọn lựa của cá cái

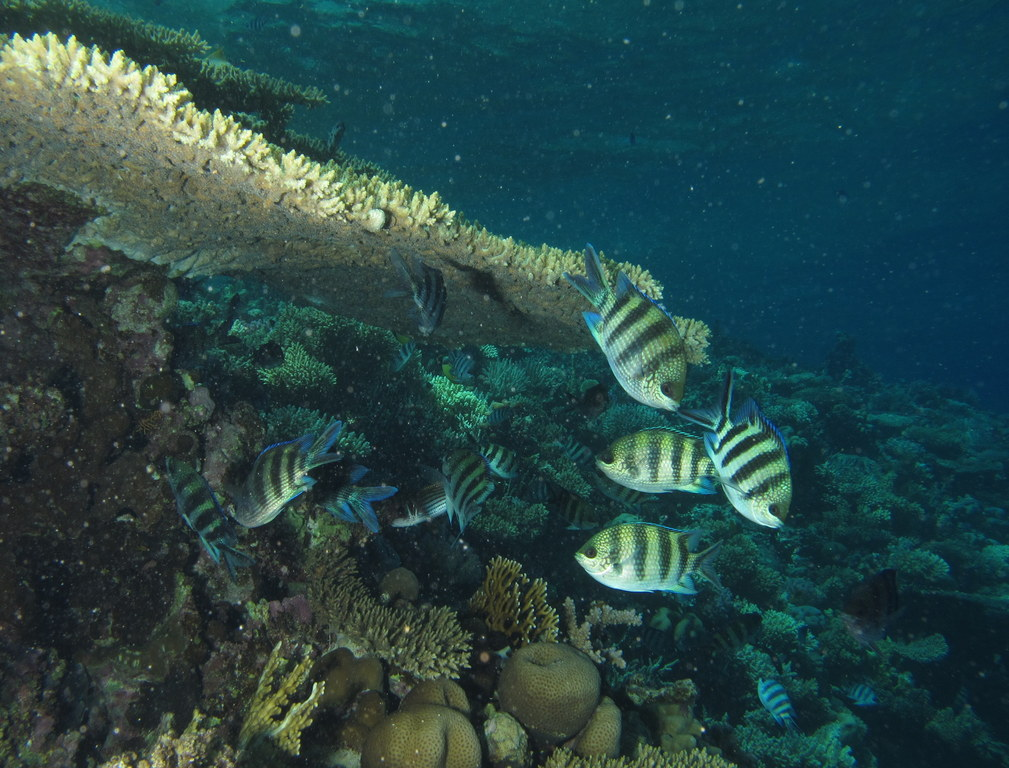
Một đàn A. sexfasciatus

Ở những loài mà con đực chăm sóc bầy con, con cái sẽ lựa chọn kỹ từng con đực để có thể tìm được những "người cha tốt" cho đàn con của chúng. A. sexfasciatus cái cũng vậy, chúng sẽ đẻ một lượng nhỏ số trứng vào tổ để xem xét "cách làm cha" của cá đực. Cá cái chỉ quay trở lại với cá đực này nếu những quả trứng thử nghiệm được cá đực chăm sóc tốt. Việc dùng trứng để thử nghiệm cho phép cá cái chọn ra được người cha tốt, trong khi những yếu tố dự đoán thông thường về đặc tính của cá bố, chẳng hạn như kích thước cơ thể và khả năng tán tỉnh, dường như không hiệu quả trong trường hợp này.
Tuy nhiên, trứng thử nghiệm được tạo ra như vậy khá phung phí nên có cá cái thường chỉ sử dụng phương pháp này đối với cá đực mà trong tổ chưa có trứng. Cá cái tỏ ra thích giao phối với những con cá đực đã có trứng trong tổ, một điều thể hiện khả năng bảo vệ của cá đực. Bằng cách gộp trứng vào một tổ, trứng của những con cá cái sẽ giảm nguy cơ bị săn mồi hay bị ăn bởi chính cá đực, và còn làm tăng tỉ lệ trứng nở.

## Thương mại
A. sexfasciatus là một loài được khai thác trong ngành thương mại cá cảnh.